# Thaddaeus Ropac
Thaddaeus Ropac (* 16. Januar 1960 in Klagenfurt, Kärnten) ist ein österreichischer Galerist mit weltweit anerkannter Bedeutung. Seine Galerie Thaddaeus Ropac betreibt seit 1989 ein Stammhaus in der Villa Kast am Salzburger Mirabellplatz, und dazu seit 1990 eine Galerie im Zentrum von Paris, sowie dort seit 2005 eine Erweiterung in Paris-Pantin. Er realisierte auch (ab 2017) eine Erweiterung der Galerie in London (Ely House). Ihm gehört auch das Schloss Emslieb bei Hellbrunn als Wohnsitz.

## Leben und Wirken

### Hintergrund
Thaddaeus Ropac wurde 1960 als Sohn einer Familie mit kärntnerisch-slowenischem Hintergrund in Klagenfurt geboren. Nach eigenen Angaben wollte der nach der Pflichtschule in Lienz/Osttirol ausgebildete Einzelhandelskaufmann sich weiterentwickeln und zunächst selbst Künstler werden. Daher hat er (nach eigenen Angaben) 1979 begonnen, beim Kärntner Bildhauer Karl Prantl Skulpturen aus Stein zu bearbeiten. Aber Joseph Beuys, bei dem er 1981–1982 als Helfer bei Berliner Ausstellungen arbeitete, und bei dem er später auch als Nachlass-Galerist fungierte, habe ihm damals das Künstler-Sein ausgeredet. Der dann folgende Weg in die Kunstwelt war die Gründung einer Galerie.

### Anfänge
In den frühen 1980er-Jahren hat Thaddaeus Ropac als Galerist in Lienz/Osttirol (1981 bis 1985, teilweise als Galerie Rotha, ab 1983 als Forum für Avantgardekunst) und dann in Salzburg (ab 1983 als Galerie Thaddäus J. Ropač) angefangen: „Als Andy Warhol 1984 in meine Mini-Galerie nach Salzburg gekommen ist, war er entsetzt. Meine erste Galerie in der Kaigasse 40 war wirklich provinziell, ich habe mir nicht einmal passende Rahmen leisten können. Auch Joseph Beuys, der meinen Lebensweg so nachhaltig beeinflusst hat, rümpfte die Nase. Ich war wirklich künstlerischer Underground. Ich habe damals so gut wie nichts verkauft. Aber wichtige Leute waren da“, sagte Ropac in einem APA-Gespräch anlässlich des 25-Jahre-Jubiläums seiner Salzburger Galerie im November 2009.
In Lienz und Salzburg stellte er anfangs (zwischen 1981 und 1989) neben wichtigen österreichischen Malern (s. u.) auch Skulpturen-Künstler aus, wie die Bildhauer Karl Prantl, Valentin Oman, Tony Cragg u. a., oder auch Keramik-Künstler, wie z. B. Maria Baumgartner und Barbara Reisinger. Es gelang ihm aber, als Grundlage seines späteren Erfolgs schon in den 80er Jahren, vor allem bekannte österreichische Maler und Medienkünstler, wie Alfred Klinkan, Maria Lassnig, Günter Brus, Gunter Damisch, Oswald Oberhuber, Herbert Brandl, Brigitte Kowanz, Siegfried Anzinger, Franz Graf, Hans Steininger, Hubert Scheibl, Günther Selichar, Walter Obholzer, Edgar Tezak, Tone Fink oder Hubert Schmalix, sowie internationale Künstler wie Joseph Beuys, Andy Warhol, Keith Haring, Per Kirkeby, A. R. Penck, Jean-Michel Basquiat, Anne und Patrick Poirier und andere nach Lienz bzw. Salzburg zu holen.

### Durchbruch als Galerist
Grundlage des Erfolgs als Galerist war von Anfang an und ist bis heute ein Gespür für Qualität und Marktbedeutung bei der Auswahl der präsentierten Künstler. Der Durchbruch zu internationaler Bedeutung ist Thaddaeus Ropac dann nicht zuletzt dadurch gelungen, dass er von typischen Kunstmarkt-Reaktionen (Preissteigerungen) auf den Tod von Künstlern, wie von Andy Warhol, Joseph Beuys, Robert Rauschenberg, Robert Mapplethorpe, Jean-Michel Basquiat, Elaine Sturtevant oder Harun Farocki profitierte, deren Nachlässe er sich sicherte und teilweise bis heute exklusiv verkauft. Thaddaeus Ropac selbst sieht seinen Erfolg in seiner Kunstleidenschaft begründet: „Es hat mit Ausstrahlung, mit Begeisterung zu tun. Es ging mir immer um die Künstler.“
Zur heutigen Bedeutung als Galerist seit der Übersiedlung seiner Galerie in die Villa Kast als Stammhaus in Salzburg (ab 1989) siehe das separate Wikipedia-Stichwort Galerie Thaddaeus Ropac.

### Andere Tätigkeiten
- Mitglied des Beirates/Advisory Board des Museums moderner Kunst im Museumsquartier in Wien (2001 bis heute);
- Mitglied des Beirates/Advisory Board des Museums für Angewandte Kunst (MAK) in Wien (1998 bis heute);
- Mitglied des Beirates/Advisory Board der Arts Management Ausbildung an der Universität Salzburg (2004–2010);
- Präsident des künstlerischen Beirates der Salzburg Foundation,[9] durch den die Künstler für das Kunstprojekt Salzburg ausgewählt werden (2004 bis heute).

## Zur Bedeutung der Person

### Allgemeine Bedeutung
Thaddaeus Ropac als Galerist moderner Kunst zählt zu den 100 bedeutendsten Personen der globalen und internationalen Kunstwelt, wie sie das britische Magazin ArtReview seit 2002 in einem Ranking erfasst. Ropac wird dort 2015 als One of Europe's foremost blue-chip gallerists beschrieben. Er ist der einzige Österreicher, den die ArtReview seit 2002 kontinuierlich als jemand von globalem Impact (2015 als Nr. 84, vorher bis max. Nr. 66) eingereiht hat.

### Ehrungen
- 1996: Verleihung Goldenes Verdienstzeichen der Republik Österreich[11]
- 1998: Ernennung zum Mitglied der sog. Klasse III (Künste) der Europäischen Akademie der Wissenschaften und Künste in Salzburg
- seit 2001: Vorstandsmitglied des Vereins der Freunde der Salzburger Festspiele[12]
- 2005: Aufnahme als „Offizier“ in den Ordre des Arts et des Lettres durch den damaligen französischen Staatspräsidenten Jacques Chirac
- 2006: Verleihung Goldenes Ehrenzeichen für Verdienste um die Republik Österreich[11]
- 2007: Verleihung Kunst- und Kulturpreis der Salzburger Wirtschaft[13]
- 2013: Ernennung zum Ritter der französischen Ehrenlegion